# روس كوينلان
جون روس كوينلان Ross Quinlan هو باحث في علوم الكمبيوتر في استخراج البيانات ونظرية القرار. لقد ساهم على نطاق واسع في تطوير خوارزميات شجرة اتخاذ القرار، بما في ذلك اختراع خوارزميات C4.5 و ID3 الأساسية. ساهم أيضًا في أدب ILP البرمجة المنطقية الاستقرائية المبكرة مع المتعلم الاستقرائي من الدرجة الأولى (FOIL). يدير حاليًا شركة Rule Quest Research التي أسسها في عام 1997.

## التعليم
حصل على درجة البكالوريوس في الفيزياء والحوسبة من جامعة سيدني عام 1965 ودكتوراه في علوم الكمبيوتر من جامعة واشنطن عام 1968. شغل مناصب في جامعة نيو ساوث ويلز وجامعة سيدني وجامعة سيدني للتكنولوجيا ومؤسسة راند.

## الذكاء الاصطناعي
جون روس كوينلان متخصص في علم الذكاء الاصطناعي، لا سيما في الجانب المتعلق بالتعلم الآلي وتطبيقه على التنقيب عن البيانات.

### ID3
اخترع روس كوينلان الخوارزمية التكرارية Dichotomiser 3 (ID3) التي تُستخدم لإنشاء شجرة القرار. ID3 يتبع مبدأ نصل أوكام في محاولة إنشاء أصغر شجرة قرار ممكنة.

### C4.5
ثم قام بتوسيع المبادئ المستخدمة في ID3 لإنشاء C4.5. التحسين في C4.5: السمات المنفصلة والمستمرة، وقيم السمات المفقودة، والسمات ذات التكاليف المختلفة، وتقليم الأشجار (استبدال الفروع غير ذات الصلة بعقد الأوراق).

### C5.0
C5.0، الذي تبيعه جون روس كوينلان تجاريًا (يتم توزيع الإصدار أحادي السلسلة وفقًا لشروط GNU General Public License )، يعد تحسينًا على C4.5. المزايا هي السرعة (عدة أوامر من حيث الحجم أسرع)، وكفاءة الذاكرة، وأشجار القرار الأصغر، والتعزيز (المزيد من الدقة)، والقدرة على وزن السمات المختلفة، والتذرية (تقليل الضوضاء).

## اعمال مختارة

### كتب
- 1993. C4.5: برامج التعلم الآلي. دار نشر مورجان كوفمان.(ردمك 1-55860-238-0).

### مقالات
- Quinlan، JR (1982) اكتساب شبه مستقل للمعرفة القائمة على الأنماط، في ذكاء الآلة 10 (محرران JE Hayes، D. Michie، و Y.-H Pao). إليس نوروود، تشيتشيستر.
- كوينلان، جيه آر (1985). أشجار القرار والسمات متعددة القيم، في JE Hayes & D. Michie (Eds. )، ذكاء الآلة 11. مطبعة جامعة أكسفورد.
- كوينلان، جيه آر (1986). تحريض أشجار القرار. تعلم الآلة، 1 (1): 81-106
- 2008. (مع Qiang Yang و Philip S. Yu و Zhou Zhihua و David Hand et al). أفضل 10 خوارزميات في استخراج البيانات. نظم المعرفة والمعلومات 14.1: 1-37
- كوينلان، جيه آر (1990). تعلم تعريفات منطقية من العلاقات. تعلم الآلة 5: 239-266.

## أنظر أيضا
- خوارزمية ID3
- خوارزمية C4.5
- بيانات التعدين
- برمجة المنطق الاستقرائي

## روابط خارجية
- الصفحة الرئيسية الشخصية لـ Ross Quinlan